# Frank Sprague
Frank Julian Sprague (ur. 15 lipca 1857 w Milford, zm. 25 października 1934) – amerykański inżynier, wynalazca, oficer U.S. Navy. Znany jako „ojciec trakcji elektrycznej”. Uważa się, że jego wynalazki miały duże znaczenie dla rozwoju komunikacji miejskiej i urbanizacji pod koniec XIX wieku.

## Dzieciństwo i edukacja
Sprague urodził się w 1857 w Milford (Connecticut), gdzie jego ojciec był kierownikiem w fabryce kapeluszy. Po śmierci matki w 1866 wychowywał się u ciotki w North Adams (Massachusetts). Tam też uczęszczał do publicznych szkół wykazując duże zdolności do matematyki.
W 1874 rozpoczął studia na United States Naval Academy w Annapolis. Ukończył je z siódmą lokatą w 1878 r.

## Służba w U.S. Navy
Sprague służył początkowo na USS Richmond, następnie na USS Minnesota. Był specjalnym korespondentem Boston Herald podczas wizyty generała Granta w Chinach i Japonii. Następnie służył na USS Lancaster stacjonującym na Morzu Śródziemnym. Tu zainteresował się instalacjami elektrycznymi, w 1881 zwiedził wystawę urządzeń elektrycznych w Paryżu, a w 1882 był sędzią konkursowym na wystawie technicznej w angielskim The Crystal Palace.

## Początki kariery inżynierskiej
W 1883 r. Sprague opuścił marynarkę i rozpoczął pracę dla Thomasa Edisona. Zaprojektował ekspozycję Edisona na wystawę w Filadelfii w 1884. Głównym obiektem jego zainteresowań były silniki elektryczne, gdy uznał, że przedsiębiorstwo Edisona nie wykorzystuje ich potencjału opuścił je i założył własne: Sprague Electric Railway and Motor Company. Nowa firma odniosła duży sukces wprowadzając do produkcji silniki elektryczne rozmaitej wielkości do maszyn, narzędzi i sprzętu dospodarstwa domowego. Ważnym osiągnięciem był opracowanie metody odzyskiwania energii podczas hamowania silnikiem.

## Tramwaje w Richmond

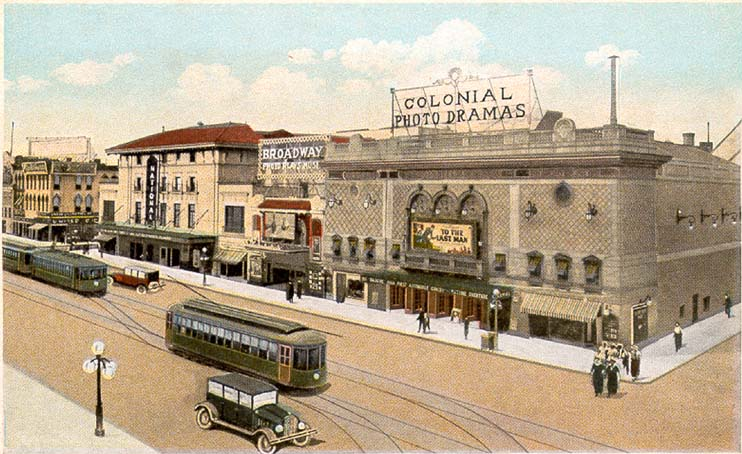
Pocztówka przedstawiająca tramwaje w Richmond w 1923

Wśród wynalazków Sprague’a znajdowały się pantografy umożliwiające zasilanie pojazdów elektrycznych. W latach 1887 i 1888 Spraque zbudował pierwszą elektryczną sieć tramwajową w Richmond (Wirginia). Teren był bardzo trudny (nachylenie wzniesień dochodziło miejscami do 10%) i skuteczne rozwiązanie problemów było ważnym czynnikiem popularyzującym firmę Sprague’a również w innych miastach. Sumaryczna długość linii w Richmond wynosiła 12 mil, obsługiwało je 40 pojazdów. Były czynne do 1949 r.
Wiele rozwiązań Spraque’a zostało zaadaptowanych przez firmy General Electric i Westinghouse w ich sprzęcie kolejowym. Ich wpływ na publiczny transport był ogromny, wykazały, że transport elektryczny może być bezpieczny i niezawodny. W przeciągu dwóch lat firma Spraque’a uzyskała 110 kontraktów na linie tramwajowe i koleje miejskie w USA i Europie. W 1890 r.została kupiona przez Edison General Electric, który był producentem większości sprzętu.

## Windy elektryczne
Następnie Spraque rozpoczął prace nad windami elektrycznymi. W 1892 założył r. firmę Electric Elevator Company, później wszedł w spółkę z Charlesem Prattem i powstała Sprague-Pratt Electric Elevator. Elektryczne windy Spraque’a były szybsze i miały większy udźwig niż dotychczas stosowane rozwiązania parowe i hydrauliczne. Sprague wynalazł wiele rozwiązań poprawiających ich właściwości eksploatacyjne i bezpieczeństwo, w tym automatyczne hamulce, regulatory przyspieszenia, układy automatyki. Jego firma zainstalowała około 600 wind w wieżowcach, a następnie została kupiona w 1895 przez Otis Elevator Company.

## Sterowanie wielokrotne
Prace Sprague’a nad układami automatyki doprowadziły do wynalezienia układów wielokrotnego sterowania w pociągach elektrycznych. Silniki napędowe mogły się znajdować w poszczególnych wagonach lub w kilku lokomotywach i być sterowane z jednego miejsca przez jednego maszynistę. Rozwiązanie zostało zastosowane po raz pierwszy w 1898 r. na linii miejskiej South Side Elevated Railway w Chicago i wkrótce zostało przyjęte na liniach metra i kolejowych na całym świecie.

## Automatyczne sterowanie na kolei

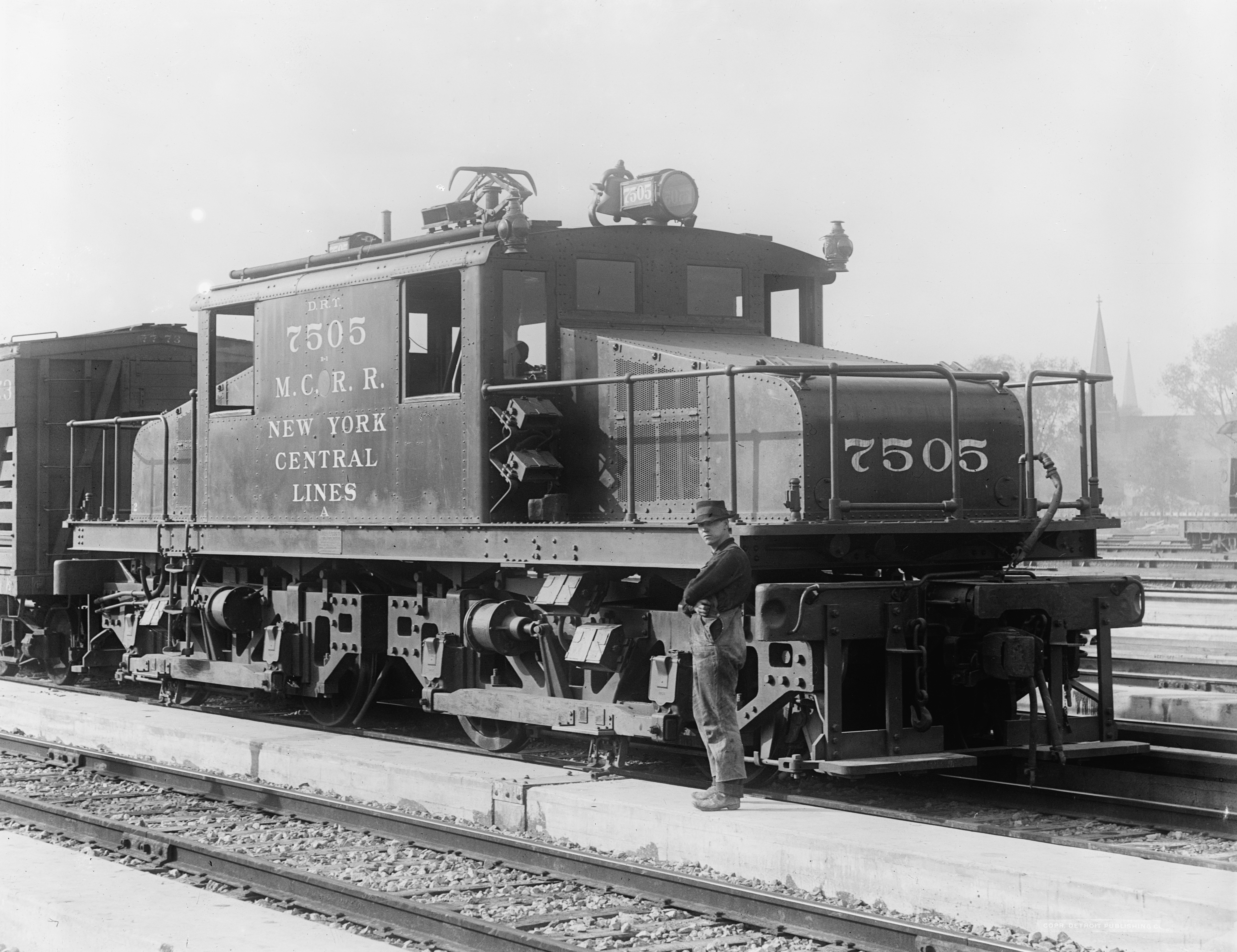
Lokomotywa elektryczna linii New York Central zasilana z trzeciej szyny systemu Wilgusa-Sprague’a

Od 1896 do 1900 r. Sprague pracował nad elektryfikacją linii kolejowej New York Central Railroad. Zaprojektował wtedy systemy automatycznego sterowania pociągami i sygnalizacji. Dla realizacji tego zadania założył przedsiębiorstwo Sprague Safety Control & Signal Corporation. Wraz z Wiliamem Wilgusem opracował jeden z systemów zasilania składów elektrycznych za pomocą trzeciej szyny.
W czasie pierwszej wojny światowej pracował dla U.S. Navy, opracowywał zapalniki dla bomb lotniczych i głębinowych.

## Dziedzictwo i nagrody
Sprague był aktywnym działaczem zawodowych związków inżynierskich. W American Institute of Electric Engineers był wiceprezydentem w latach 1890–1892, i prezydentem w latach 1892–1893, prezydentem New York Electrical Society, American Institute of Consulting Engineers oraz Inventors Guild.
Jego wynalazki otrzymały wiele nagród na wystawach i targach. W 1910 został wyróżniony medalem Edisona American Institute of Electrical Engineers za wybitne osiągnięcia i wkład w nauki elektryczne.
Sprague był żonaty dwukrotnie, z Mary Keatinge i Harriet Chapman Jones. Miał trzech synów i córkę. Jeden z synów z drugiego małżeństwa (Robert) założył firmę Sprague Electric Company, która została jednym z czołowych producentów elementów elektronicznych.
Zmarł na zapalenie płuc 22 października 1934 i został pochowany na Arlington National Cemetery. Wdowa przekazała dużą kolekcję materiałów do New York Public Library, a w 1959 r. ufundowała Sprague Building w Shore Line Trolley Museum w East Haven. Jest to najstarsze i jedno z największych muzeum tramwajów w USA..